# Adobe Flash Catalyst
Adobe Flash Catalyst (Codename Thermo) ist eine Software von Adobe Inc. und ist Bestandteil der Adobe Creative Suite 5. Sie ist als Designwerkzeug für die Erzeugung von Benutzeroberflächen für Rich Internet Applications konzipiert, die mit dem Adobe Flash Player oder Adobe AIR ausgeführt werden.
Adobe will Flash Catalyst nicht mehr weiterentwickeln.
Am 23. April 2012 wurde die Entwicklung und der Vertrieb von Adobe Flash Catalyst eingestellt und die Software wird auch in künftigen Versionen der Adobe Creative Suite nicht mehr angeboten. Adobe empfahl Anwendern den Umstieg auf die Creative Suite 6 Master Collection.

## Funktionen
User Interface Designer können Flash Catalyst verwenden, um Adobe Flex Applikationen grafisch zu erzeugen. Entwickler können basierend auf dem Design und parallel zu Designänderungen die Applikation entwickeln.
- Flash Catalyst kann Photoshop, Illustrator, und Fireworks Dateien importieren und exportieren, ohne deren Informationen (z. B. Layer) zu verlieren oder aufgeben bzw. umwandeln zu müssen.
- Es ermöglicht, das Design in funktionelle Flex User Interface Design Komponenten zu verwandeln, die direkt in den Entwicklungsprojekten verwendet werden können.
- Verhaltensweisen mit verschiedenen Auslösern (z. B. Mausklicks) können hinzugefügt werden, ohne Code zu schreiben.
- Benutzeroberflächen, welche dynamische Daten repräsentieren, können erstellt werden, ohne bei der Erstellung Zugriff auf die dahinterliegenden Daten zu haben.
- Platzhalter können zur Entwicklungszeit noch umzusetzende Funktionalität repräsentieren.
- Fundiert auf demselben XML-basierten Datenformat wie – und ist somit kompatibel mit – Flex Builder.